# Marcia Barrett

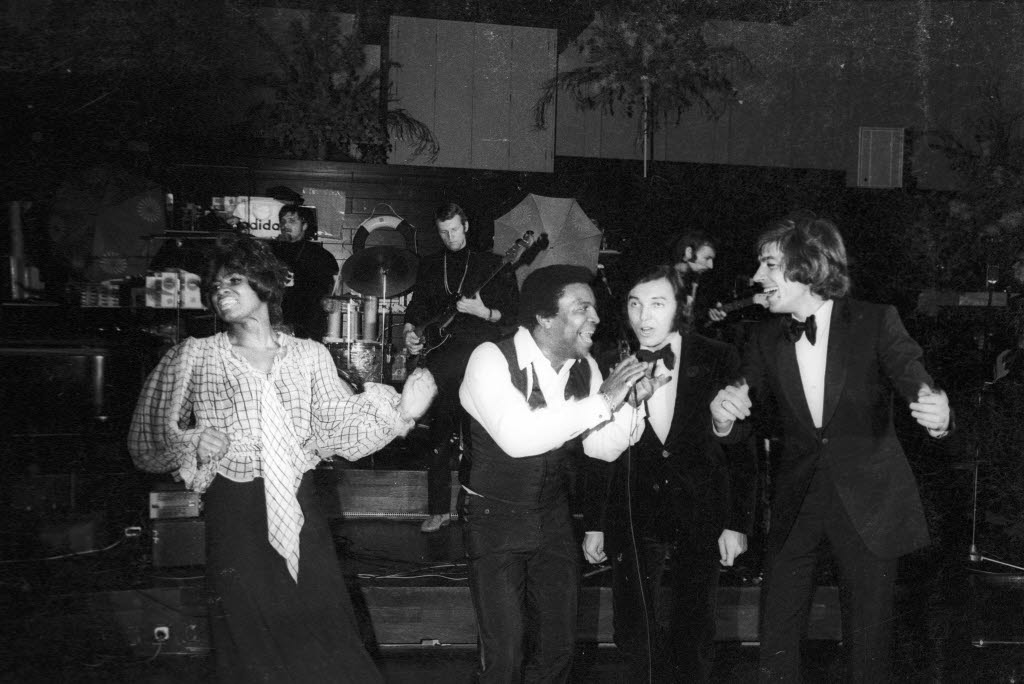
Marcia auf der Bühne mit Roberto Blanco, Karel Gott und Bata Illic, begleitet von der Star-Combo (1971)

Marcia Barrett (* 14. Oktober 1948 in Saint Catherine Parish) ist eine jamaikanische Sängerin. Sie war ein Mitglied der Popgruppe Boney M.

## Leben
Als Teenager wanderte sie nach Großbritannien aus. 1968 ging sie nach Deutschland, wo sie als Tänzerin in einer Diskothek arbeitete. Von 1976 bis 1985 war sie Mitglied der Pop-Gruppe Boney M. und sang unter anderem den Hit Belfast (geschrieben von Drafi Deutscher). Nach mehreren Krebserkrankungen ist Barrett mit Songs von Boney M. und eigenen Titeln wieder auf der Bühne live zu erleben.
Barrett wohnt in Berlin.

## Solo-Alben
- 1999: Survival
- 2003: No War! Peace & Love (EP)
- 2005: Come into My Life
- 2021: Seasons

## Solo-Singles
- 1971: Could Be Love
- 1977: Take the Heat Off Me
- 1980: You
- 2005: Hey Joe
- 2009: Seeing Is Believing
- 2009: I Don’t Know Why
- 2010: Seasons
- 2011: Far Away from Lonely
- 2012: A Boy Like You
- 2013: You Can't Fight While You're Dancing